# Kebab Connection
Kebab Connection es una comedia Turco-alemana estrenada en 2005 y cuya acción transcurre en Hamburgo. 

## Sinopsis
Ibo (Denis Moschitto), un joven inmigrante turco, idolatra a Bruce Lee y quiere llegar a ser reconocido como el director de la primera película alemana de kung fu. Sin ninguna experiencia previa, recurre a su familia para su primer trabajo de prueba, dirigiendo el anuncio de la tienda de kebabs de su tío. Cuando el anuncio está acabado, una impresionante parodia llena de artes marciales, lo enseña a la gente del lugar, haciendo que la tienda logre un tremendo éxito, aunque él sigue sin conseguir los fondos que necesita para su película. No obstante, las aspiraciones de Ibo son elevadas, hasta el día en que su novia alemana le anuncia que está embarazada. Las tensiones entre las dos familias crecen. El padre de Ibo está furioso porque su hijo ha ignorado su más que repetido mantra: "puedes salir con una chica alemana, pero no la puedes dejar embarazada". Así, Ibo se encuentra en la calle, después de haber conseguido enfurecer a su novia y a su familia. Película con una duración de 91 minutos. 
El protagonista es Bruce Lee, nacido como Lee Jun-fan (chino: 李振藩, pinyin: Lǐ Zhènfān; San Francisco, 27 de noviembre de 1940-Hong Kong, 20 de julio de 1973), fue un destacado artemarcialista, actor y escritor estadounidense de origen chino, conocido como el más grande artemarcialista del siglo XX. Representa el gran mito de las Artes Marciales que logró la apertura de las artes marciales chinas al mundo Occidental.
- Datos: Q567579